# Bibi Beschová
Bibiana „Bibi“ Beschová (1. února 1940 Vídeň – 7. září 1996 Los Angeles, Kalifornie) byla rakousko-americká herečka. Byla dcerou rakouského automobilového závodníka Gotfrida Köcherta a rakouské herečky Gusti Huberové, která se v polovině 40. let 20. století přestěhovala po rozvodu do USA. Jejím nevlastním otcem se stal Joseph Besch, výkonný ředitel rozhlasu a bývalý kapitán americké armády. Bibi Beschová byla matkou americké herečky Samantha Mathisové.
Hrála v různých mýdlových operách jako The Secret Storm, The Edge of Night či Love Is a Many Splendored Thing, působila také v divadle. V roce 1979 vystoupila i v minisérii Backstairs at the White House. Její zřejmě nejvýznamnější rolí byla doktorka Carol Marcusová, matka Davida, syna admirála Jamese Kirka, ve sci-fi snímku Star Trek II: Khanův hněv (1982) režiséra Nicholase Meyera. S ním se potkala i u televizního filmu Den poté (1983), dále se objevila např. ve filmech Ocelové magnólie, Victory at Entebbe, Kruté neřesti, Chvění nebo seriálu Zapadákov (za poslední dvě díla byla nominována na ceny Emmy). V 90. letech hostovala v různých seriálech (Pohotovost, Melrose Place, Doktorka Quinnová). Zemřela v roce 1996 ve věku 54 let na rakovinu prsu.